# La Salle Chantaburi
La Escuela La Salle Chantaburi (en tailandés: โรงเรียนลาซาลจันทบุร) es una escuela mixta católica lasaliana. Tiene cursos desde el nivel infantil hasta secundaria. La escuela está situada en 58 moo. 1, Chantanimit, Chantaburi, en el país asiático de Tailandia. Fue inaugurada en 1945. La escuela cuenta con alrededor de 1.500 estudiantes y unos 90 profesores. Blanco y azul son los colores de la escuela. Aunque es una escuela cristiana, sólo una parte de los alumnos son cristianos, pero debido a su alto nivel que atrae a estudiantes de otras religiones también.